# Keno

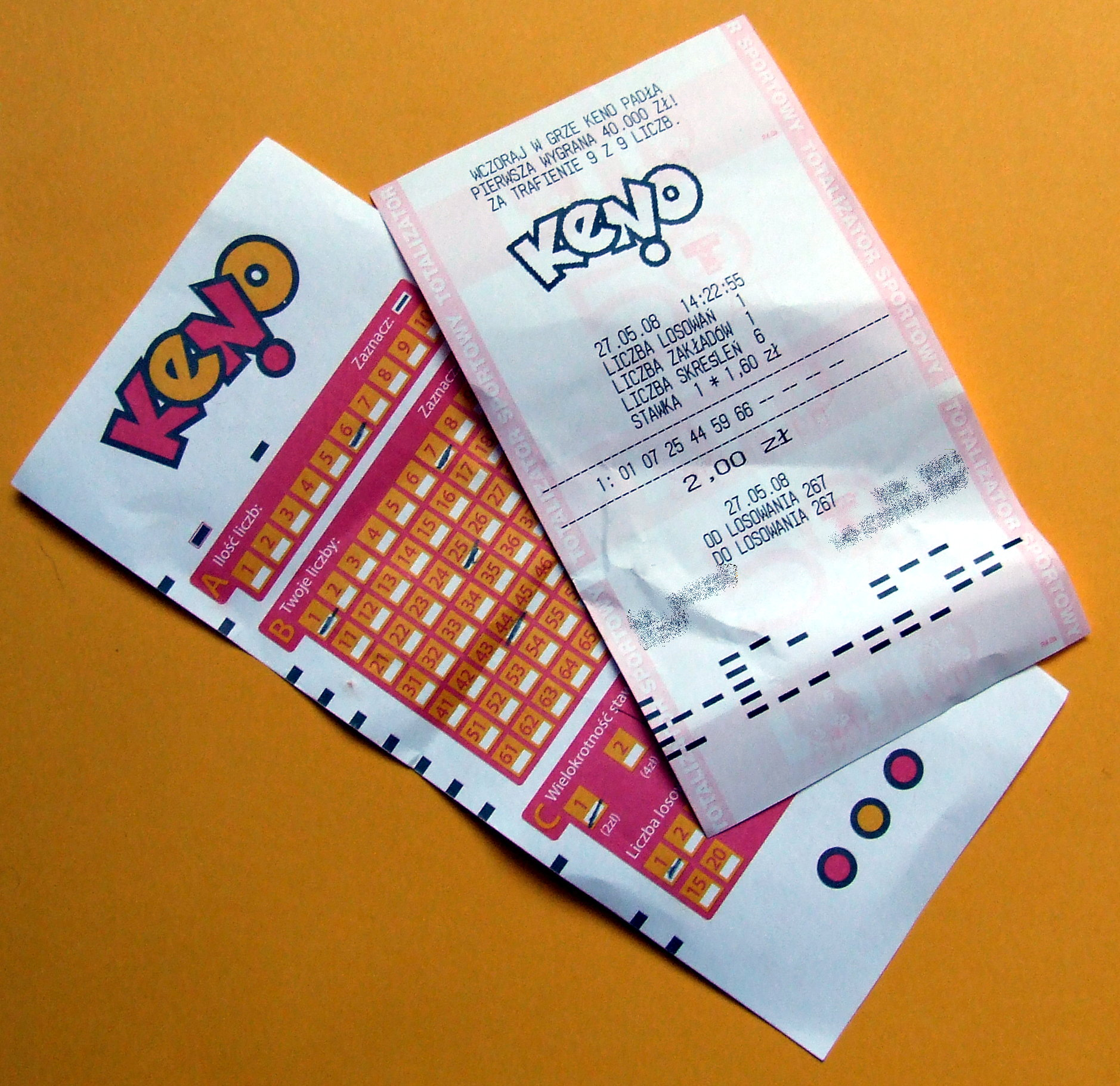
En polsk Keno-tipskupong och tillhörande spelkvitto.

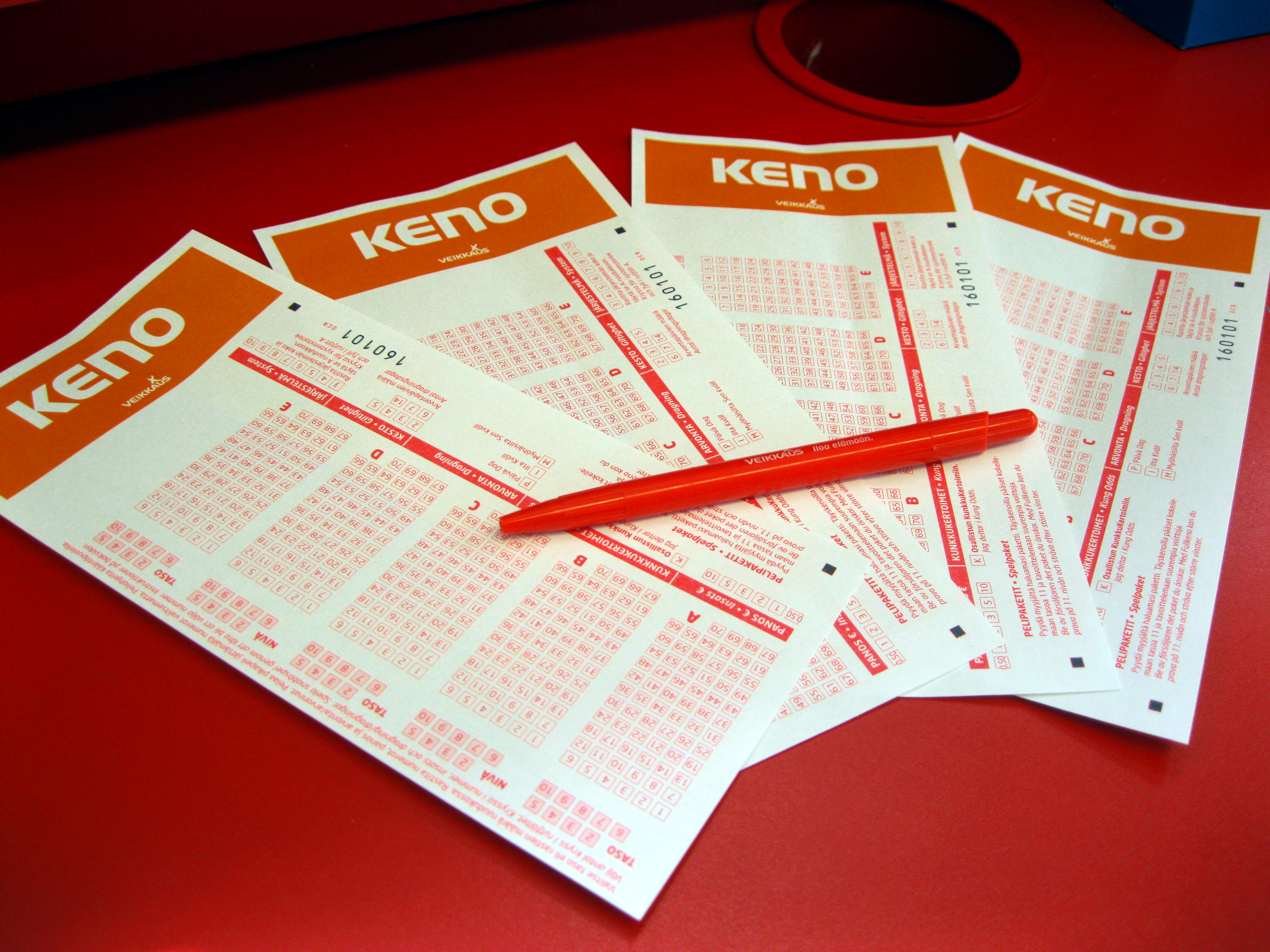
Kenokuponger från det statliga spelbolaget Veikkaus i Finland.

Keno är ett bingoliknande spel som går ut på att välja en sifferrad, det vill säga en uppsättning tal ur en bestämd mängd. Sedan dras slumpmässigt ett antal tal ur den bestämda mängden och så gäller det att ha så många samma tal som möjligt.

## Keno globalt
Ordet keno har franska eller latinska rötter men spelet härstammar från Kina. Under 2000-talet förekommer Keno i många länder.

## Keno i Sverige
I Sverige spelas Keno via Svenska Spel. Det går i Svenska Spels version ut på att pricka in 1-11 nummer av 20 som slumpas fram av totalt 70. Dragning sker dagligen. Under åren 1992–2010 och 2013-2023 sändes dragningen i TV4 och 15 februari 2010–2013 i TV3. Spelets slogan är Lett å vinne. Mellan den 31 mars 1992 och 1 februari 1997 drog man även Spader i samma TV-program.  Under 2023 blev programmet fält för reklam av Granskningsnämnden för radio och TV.

### Kung Keno
I Svenska Spels version av spelet dras ett extra nummer (av de numren som redan dragits) i slutet av varje program, så kallad Kung Keno. Om en spelare har fått elva rätt och sedan får Kung Keno vinner spelaren den högsta vinsten.

### Sannolikhet att vinna
Sannolikheten att få 10 rätt (maximum) på Keno är:
{\displaystyle C(60,10)/C(70,20)={{60! \over 10!(60-10)!} \over {70! \over 20!(70-20)!}}={75394027566 \over 161884603662657876}={19 \over 40796434}}
Sannolikheten för att en spelare ska få Kung Keno på sina 10 rätt är:
{\displaystyle {{19 \over 40796434} \over C(20,1)}={{19 \over 40796434} \over 20}={19 \over 815928680}}
Vinsttaket ligger på 25 miljoner kronor. Om en spelare satsar 5 kr per rad (minimum) vinner spelaren 3 000 000 kr, om spelaren fått 10 rätt samt Kung Keno vinner spelaren 24,6 miljoner kr.
{\displaystyle {3000000 \over 5}=600000}
så om spelaren satsar 41 kr per rad:
{\displaystyle 600000\cdot 41=24600000}
Om en spelare skall spela 815928680 gånger kostar det 334 530 758 800, det vill säga 334,5 miljarder kronor, och spelaren vinner 24,6 miljoner * 19 vilket är 467 400 000, 467,4 miljoner kronor. Det betyder att spelaren skulle förlora nästan exakt 334 miljarder kronor.
Om spelaren satsar 5 kr per rad på nivå 11 vinner spelaren 5 000 000 kr. Om spelaren även har Kung Keno (5 kronor extra i kostnad) och den prickas in vinner spelaren 15 000 000 kr.
Sannolikheten att få elva rätt på Keno nivå 11 är 1:12 883 084. Sannolikheten att få elva rätt med Kung Keno är 1:23 423 790. Högsta möjliga vinst på Keno är 30 miljoner kronor som en spelare kan vinna om han eller hon satsar minst 10 kronor och får elva rätt med Kung Keno.